# Asbjorn de Medalhus
Asbjorn de Medalhus (idioma noruego: Asbjørn fra Medalhus) fue un caudillo vikingo de Trondheim, Noruega en el siglo X. Asbjorn lideró una facción de poderosos bóndi (terratenientes) que ofrecieron su apoyo a Haakon el Bueno que les había devuelto los derechos y preferencias tras las embestidas feudales de Harald I y Eirík hacha sangrienta por unificar y someter los antiguos reinos vikingos a la corona. No obstante, Asbjorn fue el portavoz de los bóndi en el thing convocado por el mismo rey Haakon acompañado del jarl Sigurd Håkonsson, y en su discurso público del Frostathing manifestó el descontento de los caudillos paganos frente a los intentos  de la corona de cristianizar la sociedad vikinga, que consideraban una propuesta extraña, una intromisión inaceptable y falta de respeto hacia tradiciones ancestrales y a sus propios antepasados. Asbjorn participó junto a otros siete terratenientes (cuatro de ellos de Trondheim), en el ataque y quema de tres iglesias cristianas, matando a sus sacerdotes,  asunto que casi provocó la intervención militar de Haakon. Posteriormente los mismos caudillos paganos ofrecieron su apoyo sin condiciones previas y sin reproches a Haakon cuando los hijos de Eirík hacha sangrienta intentaron recuperar el poder, invadiendo Noruega desde Dinamarca con apoyo de Harald Blåtand en repetidas ocasiones.